# 三枝浩樹
三枝 浩樹（さいぐさ ひろき、1946年（昭和21年）10月17日 - ）は、日本の歌人。本名は三枝 亨。
河野裕子（1946年 - 2010年）、永田和宏（1947年 - ）、小池光（1947年 - ）、道浦母都子（1947年 - ）らと共に、団塊世代を代表する歌人の一人。

## 経歴
山梨県甲府市生まれ。甲斐市在住。父・清浩（本名：福武）は植松寿樹門下の歌人。五人兄弟の五男。歌人で文芸評論家の三枝昂之は四兄。高校時代、歌誌「沃野」にて植松寿樹に学ぶ。
1965年、法政大学文学部英文学科入学。1967年、法政短歌会を結成、同人誌「風車（ふうしゃ）」を創刊。「日常の視界のかなた何揺らぎつつあらんひと群れの樅そよげるを」。その後、1969年、同人誌「反措定」創刊に参加。1978年、「かりん」（主宰・馬場あき子）に入会。その後、季刊誌「月光」（主宰・福島泰樹）を経て、1992年、三枝昂之、今野寿美らと歌誌「りとむ」を創刊。2003年、「なまよみの歌人懇話会」を発足、代表世話人。2009年、「沃野」に復帰し代表となる。2016年、「二〇一五年夏物語」で第52回短歌研究賞受賞。2017年の『時禱集』で第22回若山牧水賞、第52回迢空賞受賞。

## 作品世界
初期作品集『朝の歌』は「一片の雲ちぎれたる風景にまじわることも無きわれの傷」と、70年前夜の青年の自己否定と連帯感とを観念の世界に飛翔させて歌う。『銀の驟雨』では「街はいま四月の雨にけぶりおりガーベラの火を選る繊い指」と叙情性を加え、『世界に献ずる二百の祈祷』では「転身をふかくねがえどゆるやかにかつしずやかにわれは流れて」と求道者の魂の在り処を問う。『みどりの揺籃』以後も人間への深い凝視と慈しみを静謐な調べで歌い継いでいる。

## 著書
- 第1歌集：朝の歌（反措定出版局、1975年）

同文庫版 現代短歌社〈第1歌集文庫〉、2013年
- 第2歌集：銀の驟雨（大和書房、1979年）
- 第3歌集：世界に献ずる二百の祈祷（砂子屋書房、1987年）（『現代短歌文庫(1) 三枝浩樹歌集』所収）
- 第4歌集：みどりの揺籃（花神社、1991年）
- 第5歌集：歩行者（砂子屋書房、2000年）
- 第6歌集：時禱集（角川書店、2017年）
- 第7歌集：黄昏（クレプスキュール）（現代短歌社、2020年）

選集として、『現代短歌文庫(1) 三枝浩樹歌集』（砂子屋書房、1987年）、『現代短歌文庫(86) 続 三枝浩樹歌集』（砂子屋書房、2011年）がある。
また、代表的な評論に「自己への帰路を断て」（現代短歌文庫(1)『三枝浩樹歌集』に所収）､結社誌「みぎわ」に連載した「八木重吉ノオト」、歌誌「りとむ」に連載した「窪田空穂ノオト」などがある。